# Thomas Tauporn
Thomas Tauporn (* 30. März 1991 in Schechingen) ist ein deutscher Sport- und Wettkampfkletterer. 2006 wurde er Deutscher Jugendmeister, 2010 Deutscher Vizemeister sowie 2011 Vizeweltmeister in der Overallwertung bei den Kletterweltmeisterschaften in Arco. 2016 wurde er deutscher Vizemeister im Bouldern.

## Karriere
Thomas Tauporn hat den Spitznamen „Shorty“. Er klettert für die Sektion Schwäbisch Gmünd des Deutschen Alpenvereins (DAV). Er gehört zu den vielseitigen Wettkampfkletterern, welche in allen drei Disziplinen (Bouldern, Lead und Speed) erfolgreich sind.
Thomas Tauporn begann 1999 mit dem Klettern. Von 2004 bis 2006 kletterte Tauporn in der B-Jugend und wurde 2004 in Leipzig erstmals Deutscher Jugendmeister. Im Folgejahr belegte er bei der Jugendweltmeisterschaft in Peking den achten Platz und konnte seinen nationalen Titel verteidigen. Schon im Jahr 2007 ging Thomas neben der A-Jugend auch bei der Herren erstmals an den Start. Dort belegte er den zweiten Platz in der Gesamtwertung des Deutschen Sportklettercups und wurde außerdem Deutscher Meister der Jugend A. Es folgte im gleichen Jahr ein dritter Platz bei den Kletterweltmeisterschaften der Junioren in Ibarra, Ecuador. Bei den Herren gehört er seit 2009 durch einen 4. und zwei 8. Plätze bei Weltcups zur Weltspitze, zudem wurde er im selben Jahr zum prestigeträchtigen Rockmaster nach Arco eingeladen. Im Jahr 2010 folgte dann der Titel bei der Jugend-Weltmeisterschaft in Edinburgh. Ein Jahr später wurde er dann bei den Männern Vizeweltmeister im Overall (Kombinationswettkampf aus allen drei Disziplinen) und 6. im Boulderwettbewerb bei den Kletterweltmeisterschaften in Arco. Im Anschluss an die Weltmeisterschaften wurde er beim Rockmaster im Lead Zweiter. 2016 wurde er deutscher Vizemeister im Bouldern.

## Wettkampfklettern

### Weltmeisterschaften
- 2012: 2. Platz Overall in Paris/Frankreich
- 2011: 2. Platz Overall in Arco/Italien
- 2011: 6. Platz Bouldern in Arco/Italien

### Jugend-Weltmeisterschaften
- 8. Platz bei der Jugend B in Peking/China 2005
- 3. Platz bei der Jugend A in Ibarra/Ecuador 2007
- 2. Platz bei der Jugend A in Sydney/Australien 2008
- 4. Platz bei den Junioren in Valence/Frankreich 2009
- 1. Platz bei den Junioren in Edinburgh/Schottland 2010

### Deutsche Meisterschaften
- 2004: Juniorenmeister der Jugend B in Leipzig (Lead)
- 2005: Juniorenmeister der Jugend B in Heilbronn (Lead)
- 2006: Juniorenmeister der Jugend B in Scheidegg (Lead)
- 2006: Juniorenmeister der Jugend B in München (Bouldern)
- 2007: Deutscher Meister der Jugend A in Frankenthal (Pfalz)
- 2007: 4. Platz Deutsche Meisterschaften der Herren in Frankenthal (Pfalz)
- 2008: 4. Platz Deutsche Meisterschaften der Herren in Heilbronn
- 2009: 2. Platz Deutsche Meisterschaften der Herren in Darmstadt
- 2010: 3. Platz Deutsche Meisterschaften im Bouldern
- 2011: 2. Platz beim Deutschen Sportklettercup sowie Deutscher Vizemeister
- 2016: 2. Platz beim Deutschen Bouldercup in Zweibrücken

### Weltcupergebnisse
- 7. Platz in der Gesamtwertung 2011
- 3. IFSC Climbing Worldcup – Huaiji (CHN) 2010
- 4. IFSC Climbing Worldcup – Brno (CZE) 2009
- 8. IFSC Climbing Worldcup – Barcelona (ESP) 2009
- 8. IFSC Climbing Worldcup – Chamonix (FRA) 2009
- 5. Jugend A: European Youth Series – Kranj (SLO) 2007
- 3. Jugend A: European Youth Series – Linz (AUT) 2007
- 2. Jugend A: European Youth Series – Warschau (POL) 2007
- 5. Jugend A: European Youth Series – Imst (AUT) 2007
- 3. Jugend A: European Youth Series – Leipzig (GER) 2007
- 2. Jugend B: European Youth Cup – Kranj (SLO) 2006
- 2. Jugend B: European Youth Cup – Danzig (POL) 2006
- 3. Jugend B: European Youth Cup – Imst (AUT) 2006

### Sonstige Wettkämpfe
- 1. Platz Shanghai Lead Masters (Einladungswettkampf)[3]

## Nachweise
1. ↑  arco2011.it (Memento vom 15. November 2012 im Internet Archive)
2. ↑  arco2011.it (Memento vom 22. Juli 2011 im Internet Archive)
3. ↑  Thomas "Shorty" Tauporn gewinnt Shanghai Lead Masters (Memento des Originals vom 11. Mai 2009 im Internet Archive)  Info: Der Archivlink wurde automatisch eingesetzt und noch nicht geprüft. Bitte prüfe Original- und Archivlink gemäß Anleitung und entferne dann diesen Hinweis. auf klettern.de; Abgerufen am 28. Juli 2011